# 中国航海学会
中国航海学会是中华人民共和国从事航海工作的组织和个人组成的全国性、学术性、非营利性社会团体，由中国科学技术协会主管。

## 历史
1962年以交通部副部长于眉为代表的航海界人士建议筹建中国航海学会，1963年6月22日交通部向中国科协提请建立“中国航海学会筹备委员会”，并8月15日由中国科协批复成立。1964年2月至10月间，相继成立广州市、上海市航海学会筹备委员会。1965年3月25日至4月7日在北京召开中国航海学会筹委会成立大会暨学术年会，大会推举于眉为主任委员。1966年5月，随着文革爆发，中国航海学会被迫停止活动。文革结束后，于1979年4月在广州召开中国航海学会第一次全国会员代表大会，中国航海学会正式成立。

## 历届理事长
- 第一届（1979年4月－1986年10月）：曾生（1979年4月－1981年10月）、彭德清（1981年10月－1986年10月）
- 第二届（1986年10月－1992年7月）：彭德清
- 第三届（1992年7月－1996年12月）：林祖乙
- 第四届（1996年12月－2000年11月）：林祖乙
- 第五届（2000年11月－2004年11月）：林祖乙
- 第六届（2004年11月－2010年6月）：洪善祥[1]
- 第七届：徐祖远[2]
- 第八届：黄有方

## 颁发奖项
- 中国航海学会科学技术奖[3]